# 全國城市足球對抗賽
全國城市足球對抗賽，是一項台灣足球競賽，由中華民國足球協會主辦，於2018年開始第一個球季，目前共分為U18男子組、U15男子組以及社會男子組等三個組別。

## 競賽結果

### 社會男子組
| 年度   | 冠軍   | 亞軍   | 季軍   | 殿軍   |
| ------ | ------ | ------ | ------ | ------ |
| 2018年 | 台南市 | 花蓮縣 | 高雄市 | 宜蘭縣 |
| 2019年 | 未舉辦 | 未舉辦 | 未舉辦 | 未舉辦 |
| 2020年 | 台南市 | 台中市 | 新北市 | 高雄市 |

### U18男子組
| 年度   | 冠軍   | 亞軍   | 季軍   | 殿軍   |
| ------ | ------ | ------ | ------ | ------ |
| 2018年 | 花蓮縣 | 台中市 | 高雄市 | 新北市 |
| 2019年 | 台中市 | 花蓮縣 | 高雄市 | 桃園市 |
| 2020年 | 花蓮縣 | 台中市 | 台南市 | 宜蘭縣 |

### U15男子組
| 年度   | 冠軍   | 亞軍   | 季軍   | 殿軍   |
| ------ | ------ | ------ | ------ | ------ |
| 2018年 | 花蓮縣 | 台中市 | 高雄市 | 宜蘭縣 |
| 2019年 | 花蓮縣 | 新北市 | 宜蘭縣 | 台中市 |
| 2020年 | 新北市 | 台中市 | 台南市 | 高雄市 |

## 外部連結
- 中華民國足球協會官方網站（页面存档备份，存于）